# Johannes de Doperkerk (Leimuiden)
De Johannes de Doperkerk is een rooms-katholieke kerk gelegen aan de Willem van de Veldenweg 22 in Leimuiden (gemeente Kaag en Braassem) in de Nederlandse provincie Zuid-Holland. De kerk is gebouwd in de periode 1851-1856 in neogotische stijl naar een ontwerp van "timmerman" Cornelis Dobbe (1799-1869). De kerk werd op 26 juni 1856 ingewijd door de bisschop van Haarlem, F.J. van Vree. Vanaf 1858 was zij een parochiekerk, maar sinds 2011 is de kerk in Leimuiden een van de "parochiekernen" van de parochie H. Franciscus, met als centrum de Adrianuskerk in Langeraar.
De Johannes de Doperkerk, de pastorie (van omstreeks 1865) en het toegangshek van de begraafplaats hebben sinds het jaar 2000 de status van rijksmonument.

## Interieur
Uit de bouwperiode zijn het hoofdaltaar en de kansel bewaard gebleven. Het altaar is gemaakt door Louis Veneman.
Het orgel is gebouwd in 1856.

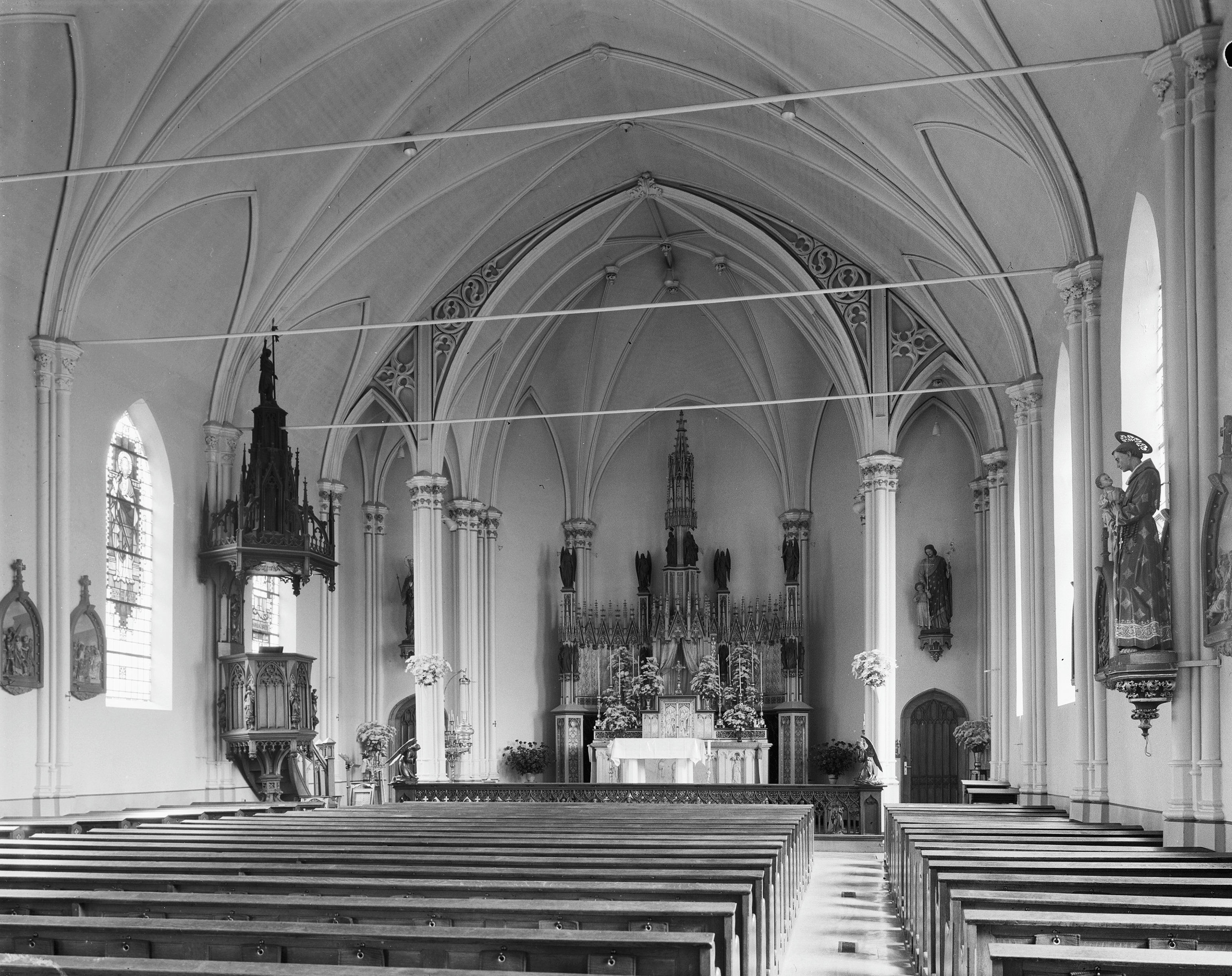
De voorkant van de kerk met de kansel (links) en het altaar
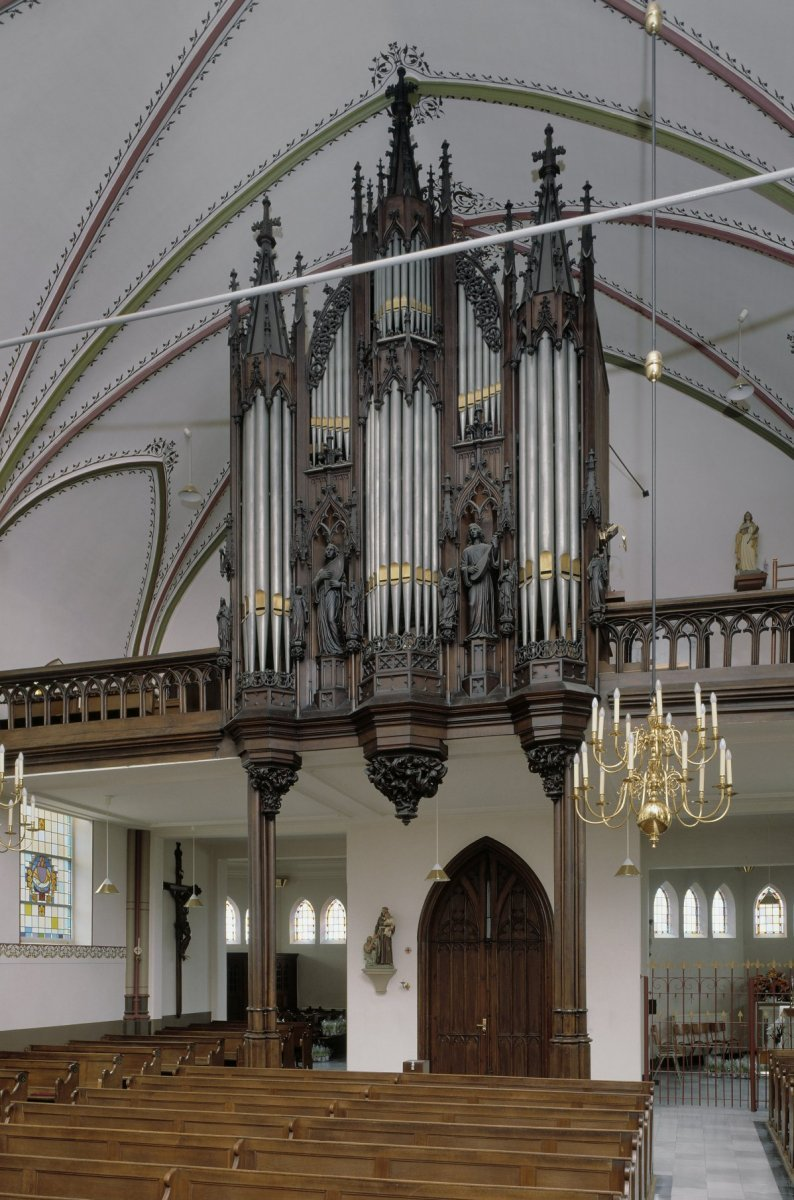
De achterkant met het orgel